# Dennis Smarsch
Dennis Smarsch (* 14. Januar 1999 in Berlin) ist ein deutscher Fußballtorwart. Der zweimalige Junioren-Nationalspieler steht bei Hertha BSC unter Vertrag.

## Karriere

### Vereine
Smarsch begann bei den Reinickendorfer Füchsen, dem SC Borsigwalde und dem BSC Rehberge 1945 mit dem Fußballspielen, bevor er 2010 in das Nachwuchsleistungszentrum von Hertha BSC wechselte. In der Saison 2017/18, seinem letzten Jahr bei den Junioren, wurde er mit der A-Jugend (U19) deutscher A-Junioren-Meister. Dabei kam Smarsch zu 18 Einsätzen.
Zur Saison 2018/19 erhielt Smarsch seinen ersten Profivertrag und rückte in den Profikader auf. Bei den Profis war er unter dem Cheftrainer Pál Dárdai gemeinsam mit Jonathan Klinsmann der dritte Torhüter hinter Rune Jarstein und Thomas Kraft. Smarsch saß bei einigen Bundesligaspielen auf der Bank, kam aber nicht zum Einsatz. Spielpraxis sammelte er in der zweiten Mannschaft in der viertklassigen Regionalliga Nordost, für die er in Rotation mit Jonathan Klinsmann 13-mal zum Einsatz kam. In der Saison 2019/20 war Smarsch nach dem Abgang von Jonathan Klinsmann die alleinige Nummer 3 hinter Jarstein und Kraft im Profikader. Da Kraft am 12. Spieltag wegen einer Halswirbelverletzung verletzt ausfiel, stand Smarsch erstmals in dieser Saison im Spieltagskader. Nachdem Jarstein in der 28. Spielminute die Rote Karte erhalten hatte, debütierte er beim 0:4 gegen den FC Augsburg am 24. November 2019 im letzten Spiel von Ante Čović in der Bundesliga. Für die darauffolgenden Bundesligaspiele entschied sich der neue Cheftrainer Jürgen Klinsmann für den wieder genesenen Kraft als Ersatz anstelle des gesperrten Jarstein. Im Anschluss durfte Smarsch am letzten Spieltag unter Bruno Labbadia beim 1:2 gegen Borussia Mönchengladbach dann noch einmal das Tor hüten. Daneben kam er auf 12 Regionalligaeinsätze.
Zur Saison 2020/21 unterschrieb der Berliner einen Dreijahresvertrag beim Zweitligisten FC St. Pauli. Hertha BSC sicherte sich dabei eine Rückkaufoption.
Zur Saison 2023/24 wechselte Smarsch zum Drittligisten MSV Duisburg. Dort kam er hinter Vincent Müller nicht zum Einsatz. Die Duisburger stiegen am Saisonende in die Regionalliga West ab, womit er den Verein verließ.
Zur Saison 2024/25 kehrte Smarsch zu Hertha BSC zurück. Er unterschrieb einen Einjahresvertrag und ist hinter Tjark Ernst, Marius Gersbeck und Tim Goller vor allem für die tägliche Trainingsarbeit eingeplant. An den letzten beiden Zweitligaspieltagen kam Smarsch zum Einsatz, als Ernst, Gersbeck und Goller nicht zur Verfügung standen. In der Sommerpause verlängerte Smarsch seinen Vertrag für die Saison 2025/26.

### Nationalmannschaft
Smarsch absolvierte im November 2016 ein Spiel in der deutschen U18-Nationalmannschaft. Im März 2018 folgte ein Einsatz in der U19-Auswahl.

## Erfolge
- Deutscher A-Junioren-Meister: 2018